# Suore orsoline di Tildonk
Le Suore Orsoline di Tildonk (in olandese Zusters Ursulinen van Tildonk) sono un istituto religioso femminile di diritto pontificio: i membri di questa congregazione pospongono al loro nome la sigla O.S.U.

## Storia
Nel 1810, concluso il periodo della Rivoluzione francese, il parroco di Tildonk, Jean-Corneille-Martin Lambertz (1785-1869), aprì una scuola e ne affidò la gestione a una comunità di giovani donne: le insegnanti non erano religiose, ma il fondatore diede loro il nome di Figlie di Sant'Orsola e un'uniforme simile a un abito religioso. La scuola venne soppressa dalle autorità civili il 14 agosto 1822, ma Lambertz ottenne il permesso di riaprire l'istituto il 20 marzo 1823.
Nel 1831 il Belgio ottenne l'indipendenza e l'insegnamento confessionale venne liberalizzato. Per volere dell'arcivescovo di Malines, Engelbert Sterckx, le insegnanti della comunità abbracciarono la vita religiosa: il 20 marzo 1831 ebbe luogo la prima vestizione e il 1º maggio 1832 le prime religiose fecero la loro professione dei voti; l'arcivescovo diede loro le costituzioni delle orsoline di Bordeaux (claustrali), già approvate da papa Paolo V.
Le Orsoline di Tildonk ebbero una notevole e rapida diffusione: erano organizzate in comunità autonome, molte delle quali (agli inizi del XX secolo) aderirono all'Unione Romana. Nel 1968 venne costituito un governo centrale (presidium) costituito dalle rappresentanti delle varie case e nel 1978 venne eletta la prima superiora generale. Si trasformarono così in istituto centralizzato, divenuto di diritto pontificio il 18 ottobre 1982: la Santa Sede approvò le nuove costituzioni il 15 settembre 1983.

## Attività e diffusione
Le Suore Orsoline di Tildonk si dedicano prevalentemente all'istruzione ed educazione cristiana della gioventù: soprattutto nei paesi in via di sviluppo, si dedicano anche all'assistenza dei poveri e alla cura dei malati.
Sono presenti in Belgio, Canada, Repubblica Democratica del Congo, Guyana, India, Stati Uniti d'America: la sede generalizia è a Bruxelles.
Al 31 dicembre 2005 l'istituto contava 975 religiose in 130 case.